# 福田寺 (伊予市)
福田寺（ふくでんじ）は、愛媛県伊予市にある臨済宗妙心寺派の寺院。本尊は釈迦牟尼仏。山号は興徳山である。

## 概要
1667年に法雲律師がこの地に移し、大洲の如法寺の開祖盤珪（ばんけい）禅師を迎えて開いた。大洲藩二代目藩主加藤泰興が1675年に堂宇を建立、本堂だけでなく、山門、萱葺きの通玄庵、山門前に聖徳太子を祀る太子堂などがある。現在の本堂は天明元年（1781年）に梅岫（ばいしゅう）和尚が再建したものである。
本堂・山門・通玄庵は2005年に伊予市で初めて国の登録有形文化財に登録された。

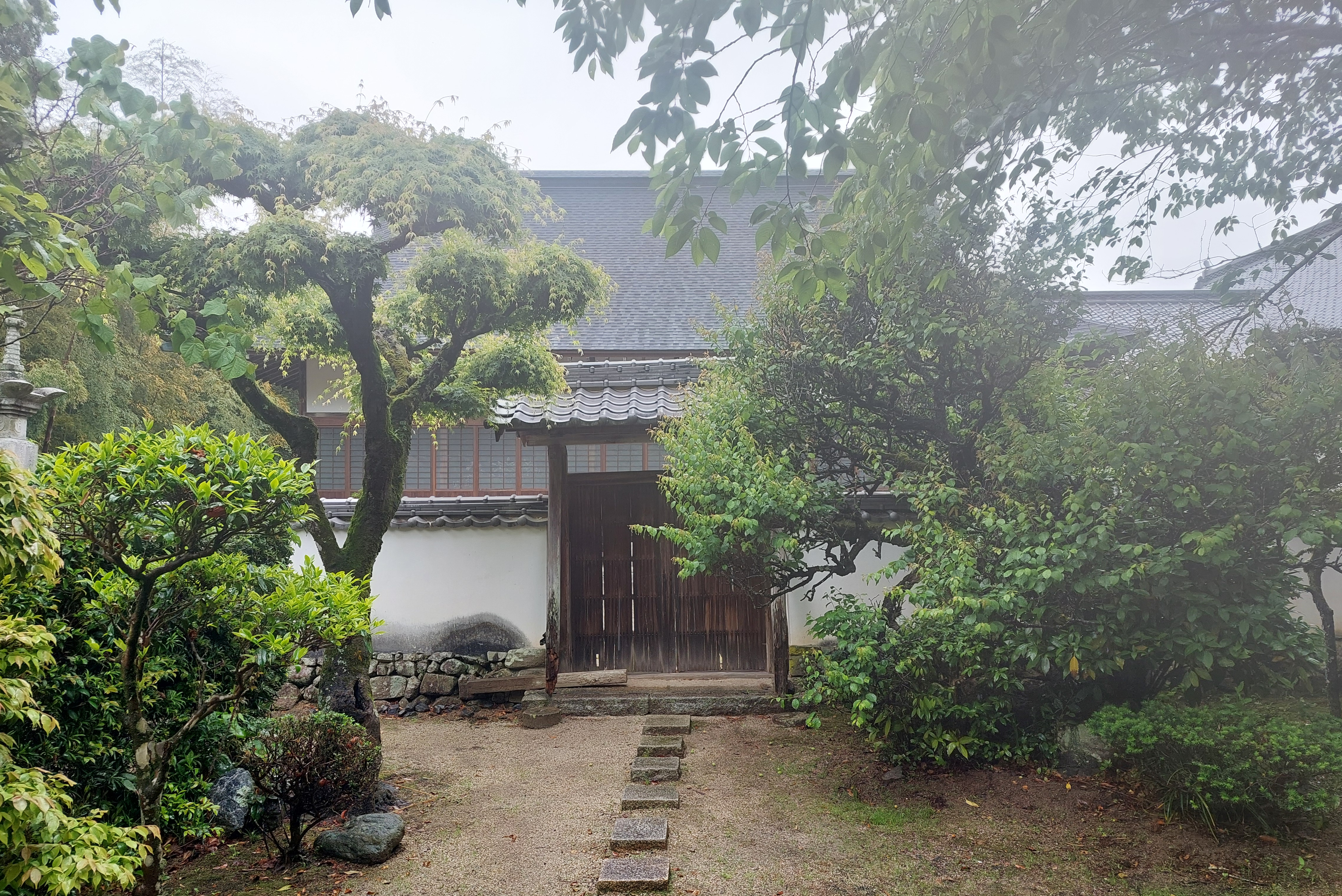
本堂
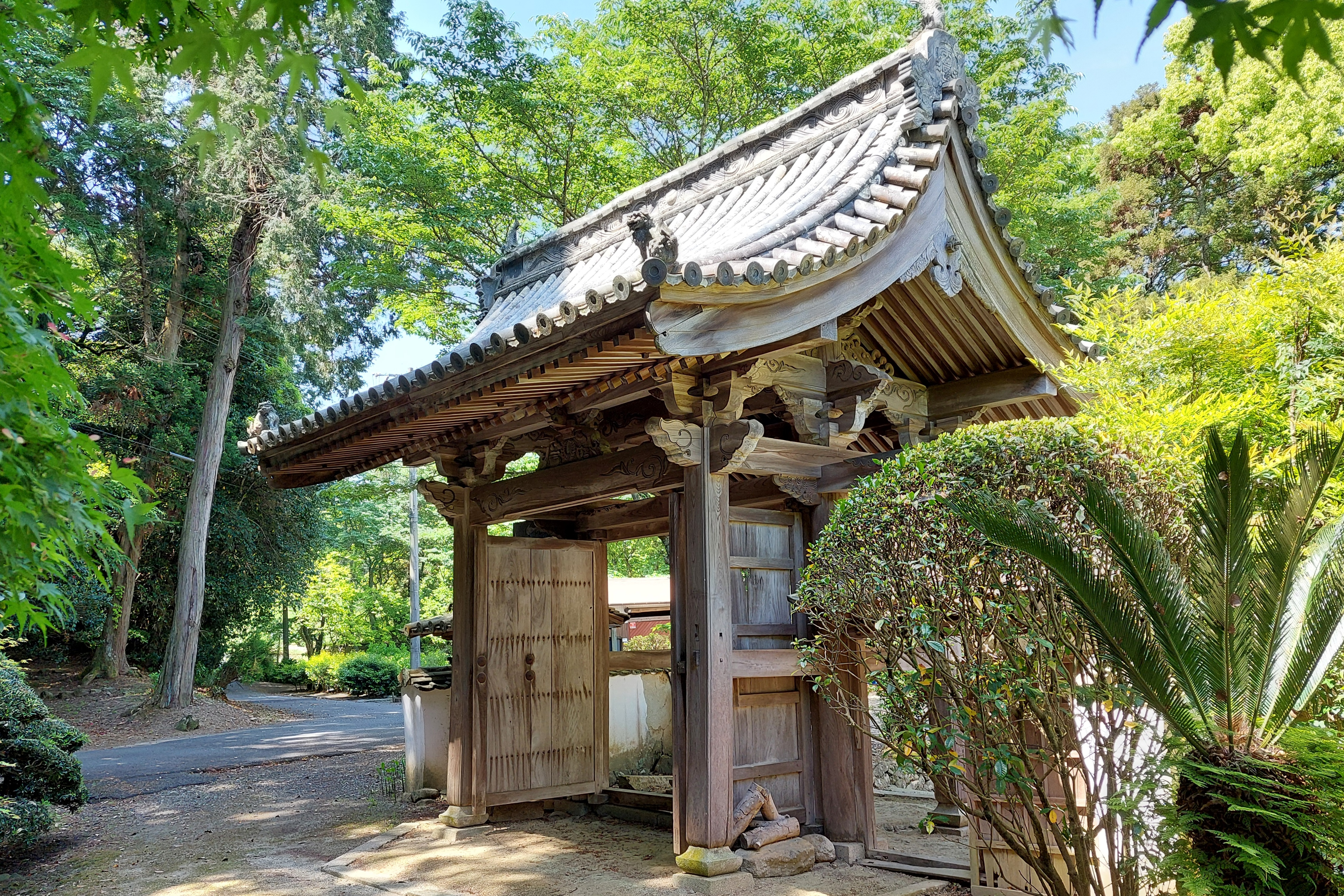
山門
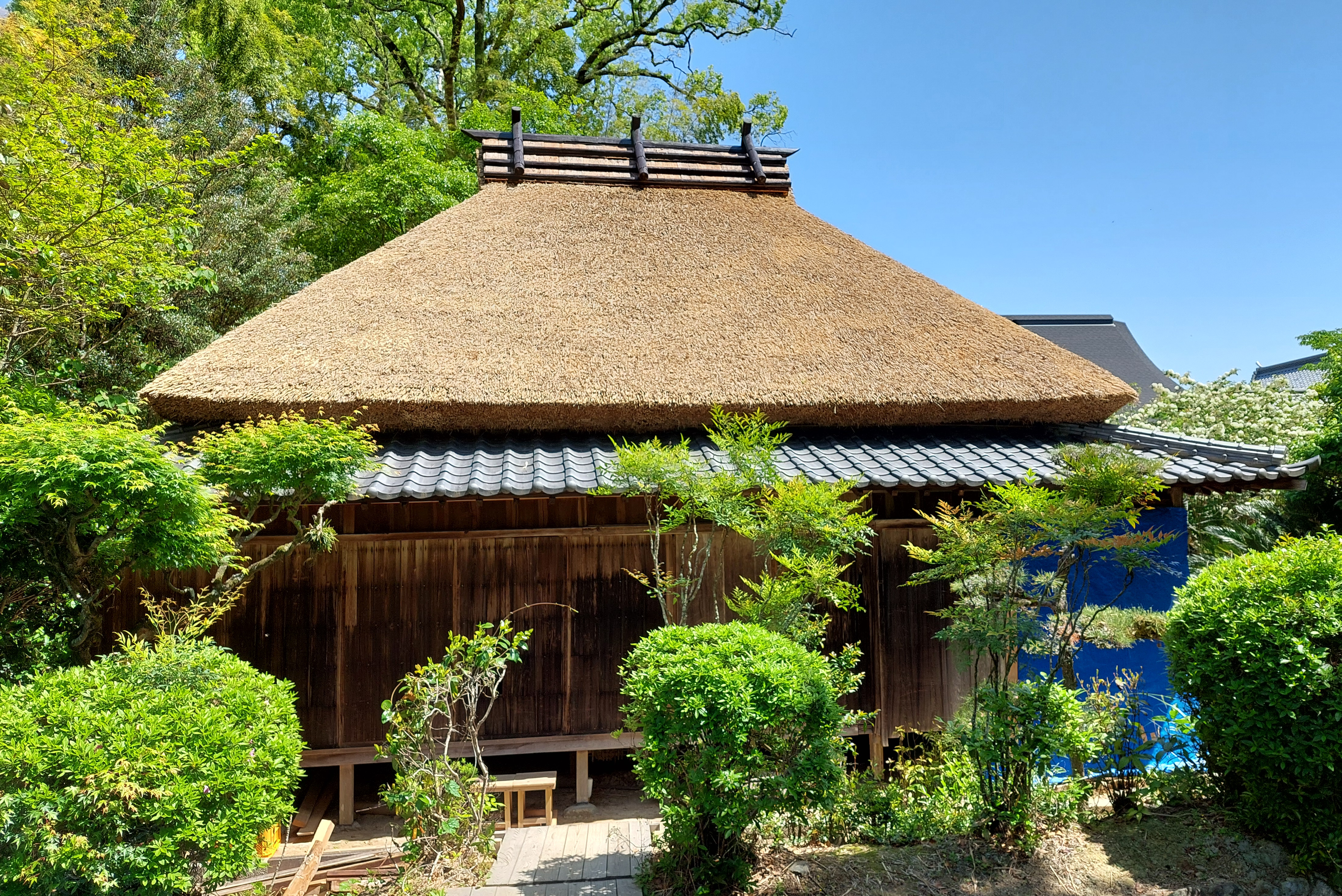
通玄庵